# Ryōta Nagaki
Ryōta Nagaki (jap. 永木亮太 Nagaki Ryōta; ur. 4 czerwca 1988) – japoński piłkarz, reprezentant kraju. Obecnie występuje w Kashima Antlers.

## Kariera klubowa
Od 2010 do 2015 roku występował w klubie Shonan Bellmare. Od 2016 roku gra w zespole Kashima Antlers.

## Kariera reprezentacyjna
W reprezentacji Japonii zadebiutował w 2016.

## Statystyki
| Reprezentacja Japonii | Reprezentacja Japonii | Reprezentacja Japonii |
| Rok                   | Mecze                 | Gole                  |
| --------------------- | --------------------- | --------------------- |
| 2016                  | 1                     | 0                     |
| Razem                 | 1                     | 0                     |